# Mary Lund Davis
Mary Lund Davis (1922–2008)  fue una arquitecta modernista del siglo XX procedente del Noroeste del Pacífico. Fue la primera mujer en graduarse en la Escuela de Arquitectura de la Universidad de Washington.

## Educación y primeros años
Mary Lund, hija de Frieda Lund y Niels Hansen, nació el 13 de febrero de 1922. Creció en Sacramento (California), donde su padre era constructor, a quien comenzó a ayudar en el diseño de casas a una temprana edad.
Durante su niñez aprendió a navegar a vela. A lo largo de su vida continuaría practicando este deporte y conseguiría ganar numerosas competiciones en la Costa Oeste y algunos lugares más, incluyendo la Copa Adams de navegación a vela en Chicago (Illinois).
Fue a la Universidad de Washington, donde se graduó en arquitectura en el año 1945, convirtiéndose así en la primera mujer en graduarse en la escuela de arquitectura de esta universidad después de la Segunda Guerra Mundial. Años más tarde se recordaría dibujando planos arquitectónicos con cortinas opacas en las ventanas.
Durante su etapa estudiantil formó parte de una gran cantidad de empresas de arquitectura, incluyendo Moore & Massar, Chiarelli & Kirk y Thomas, Grainger & Thomas, experiencias que la ayudarían a dar forma a su propia estética modernista. Lund fue la primera mujer en licenciarse en arquitectura en el estado de Washington después de la Segunda Guerra Mundial.
En 1950 se casó con George L. Davis, Jr., quien había sido su compañero en la universidad, y a partir de entonces usaría el nombre Mary Lund Davis. La pareja tuvo dos hijas, Katherine y Gail.

## Carrera profesional
Lund diseñó casas y pequeños edificios comerciales, en algunas ocasiones en colaboración con su marido y otros arquitectos. En 1954 diseñó una cabaña de 74 metros cuadrados para su propio uso en Fircrest, uniendo paneles prefabricados al enmarcado del poste y viga. Por este proyecto le otorgaron en 1966 el Sunset Western Home Award del AIA. En 1962 diseñó la oficina de la Tacoma Millwork Supply Company junto a Alan Bucholz. También diseñó una casa para su suegro que la crítica local vio inspirada en la obra de Frank Lloyd Wright.
En 1969–70, Lund diseñó una casa hexagonal de elevadas dimensiones para uso propio en la Bahía de Wollochet cerca de Gig Harbor con caros jardines en un estilo que une las estéticas de los diseños paisajísticos inglés y japonés. La casa tiene paneles corredizos retractables que funcionan como divisores de habitaciones y unidades de almacenamiento que se encuentran escondidas lejos de la vista del corredor interior. Para este diseño se basó en ángulos de 120°, triángulos y círculos.
El marido de Mary Lund heredó de su padre un negocio de fresado de madera, lo que llevó a la pareja a experimentar ampliamente con el diseño de mobiliario. La especialidad de Lund eran los gabinetes y los espacios de almacenamiento, y durante la década de 1950 dibujó algunos diseños de mobiliario en el estilo de la modernidad de mitad de siglo, aplicando el "hágalo usted mismo", que circularon en folletos distribuidos por todo su país por la Douglas Fir Plywood Association. A finales de los 50 tanto ella como su marido se encontraban entre los primeros diseñadores en introducir laminados en armarios de cocina y mostradores.
Mary Lund Davis fue miembro de la Junta de la Pilchuck Glass School y fideicomisaria (emérita) de la Washington's Governor's Mansion Foundation y el Tacoma Art Museum.
Las bibliotecas de la Universidad de Washington conservan fotografías de algunas de las edificaciones y modelos de Lund en su colección de imágenes de los fotógrafos de arquitectura Phyllis Dearborn y Robert Massar.